# Muhammad Warka
Muhammad Warka (ur. 1912 w Teheranie, zm. 22 września 2007 w Hajfie w Izraelu) – jeden z liderów światowej wspólnoty bahaitów, absolwent Sorbony, były wykładowca uniwersytetów w Tebrizie i Teheranie.
Pochodził z zamożnej rodziny perskiej. Po studiach na Sorbonie wykładał w Teheranie i Tebrizie. W 1997 r., wyjechał do Hajfy w Izraelu, gdzie podjął pracę w Światowym Centrum Bahaizmu.